# 伊莉莎白·麥戈文
伊莉莎白·麥戈文（1961年7月18日—）是一位美國女演員。她因演出英國熱門電視劇《唐顿庄园》中的女角－葛歌娜（Cora Crawley, Countess of Grantham）而為人所熟悉。

## 演出作品

### 電影作品
- 1980年 凡夫俗子  Ordinary People
- 1984年 愛的召集令 Racing With The Moon
- 1984年 美國往事  Once Upon A Time In America
- 1987年 臥窗 Bedroom Window
- 1988年 天下父母心 She's Having A Baby
- 1990年 世紀滴血 The Handmaid's Tale
- 1995年 Wings of Courage
- 1997年 慾望之翼 [1997] The Wings Of The Dove
- 1998年 情路急轉彎 If Only
- 2001年 蠻牛戰士 Buffalo Soldiers
- 2010年 超世紀封神榜 Clash of the Titans
- 2012年 旭日婚禮 Cheerful Weather for the Wedding
- 2015年 名畫的控訴 Woman in Gold 飾演 女法官(Florence-Marie Cooper)

## 外部連結
- 伊莉莎白·麥戈文在互联网电影资料库（IMDb）上的資料（英文）
- 互聯網百老匯資料庫（IBDB）上伊莉莎白·麥戈文的資料（英文）